# 龙塘镇 (海口市)
龙塘镇是中国海南省海口市琼山区的一个镇，东邻美兰区灵山镇和云龙镇，西邻龙桥镇、南接龙泉镇，北接凤翔街道。

## 行政概况
龙塘镇辖1个社区、10个行政村：
- 龙塘社区
- 三桥村
- 龙富村
- 仁三村
- 潭口村
- 龙光村
- 新民村
- 龙新村
- 文道村
- 三联村
- 仁庄村

## 总体规划
龙塘镇全镇被列为府海地区重要水源保护区域。 
北部经济区:潭口、仁三、龙富
中部经济区:龙光、新民、龙新
南部经济区:仁庄、三联、三桥